# 珠藏镇 (织金县)
珠藏镇，是中华人民共和国贵州省毕节市织金县下辖的一个乡镇级行政单位。

## 行政区划
珠藏镇下辖以下地区：
新龙社区、龙山村、珠藏村、饶堕村、牛洞村、鱼塘村、么冲村、中部村、骂丫村、链子桥村、先锋村、前进村、龙河村、一心村、华山村、凤凰村、银山村、群丰村、木桥村、骂陇村、新庄村和青山村。